# Поповцы (Староконстантиновский район)
Поповцы (укр. Попівці) — село в Староконстантиновском районе Хмельницкой области Украины.
Население по переписи 2001 года составляло 595 человек. Почтовый индекс — 31125. Телефонный код — 3854. Занимает площадь 1,634 км². Код КОАТУУ — 6824286403.

## История
По состоянию на 1886 год в бывшем владельческом селе Староконстантиновской волости Староконстантиновского уезда Волынской губернии проживало 465 человек, насчитывалось 77 дворовых хозяйств, существовала православная церковь, 2 постоялых дома, кузница, водяная мельница и кирпичный завод.
По переписи 1897 количество жителей села возросло до 588 человек (285 мужского пола и 303 — женского), из которых 562 назвали своей верой православие.

## Местный совет
31124, Хмельницкая обл., Староконстантиновский р-н, с. Пашковцы